# Henri-Camille Wampach
Henri-Camille Wampach (* 18. August 1884 in Esch-sur-Alzette; † 7. August 1958 in Luxemburg) war ein luxemburgischer Archivar und Historiker sowie ein Honorarprofessor der philosophischen Fakultät der Universität Bonn.

## Leben
Henri-Camille Wampach wurde als Sohn und drittes Kind des Lehrers Johann Baptist Wampach und dessen Frau Elisabeth Hoffmann geboren. Die Familie zog wegen der beruflichen Stellung des Vaters als Oberprimärlehrer noch im Kindesalter nach Dudelange. Wampach besuchte die Grundschule und das Athenäum in Luxemburg. Nach dem Abschluss seiner schulischen Ausbildung studierte er Theologie am Priesterseminar in Luxemburg. Am 25. Juli 1908 erfolgte die Weihe zum Priester und dann für kurze Zeit eine Tätigkeit als Koadjutor in den Konvikten in Echternach und Luxemburg. Hieran schloss sich ein Studium vor allem der Geschichte und der Diplomatik an der Humboldt-Universität zu Berlin bei Hans Delbrück, Max Lenz, Dietrich Schäfer und Michael Tangl an. Während dieser Studienzeit war er als Hausgeistlicher in Schlesien und auch als Lehrer tätig. 
Er promovierte 1915 an der Berliner Universität zur „Geschichte der Grundherrschaft Echternach“. Er kommentierte hierbei erstmals den Liber aureus Epternacensis. 1921 erhielt Wampach eine Stelle an einer Landpfarrei in Hamm (Luxemburg). Er wurde am 30. September 1930 auf seinen Antrag hin soldlos beurlaubt. Wampach hatte diesen Antrag gestellt, um sich seinem Dissertationsthema vertiefend wissenschaftlich widmen zu können. 1929 und 1930 brachte er einen Text- und einen Quellenband zum Thema der „Geschichte der Grundherrschaft Echternach im Frühmittelalter“ heraus. Es folgte zum Wintersemester 1931/1932 die Berufung als Dozent an die Universität in Bonn für luxemburgische und westeuropäische Geschichte. Am 6. August 1935 wurde er zum Honorarprofessor an der Universität Bonn ernannt. Zwischen 1935 und 1940 erschienen die ersten vier Bände von Wampachs „Urkunden- und Quellenbücher zur Geschichte der altluxemburgischen Territorien“.
Wampach wandte sich gegen die Besetzung Luxemburgs im Zweiten Weltkrieg und die Bestrebungen, Luxemburg dem Großdeutschen Reich einzugliedern. So lehnte er 1941 aus diesen Gründen die Annahme eines Preises der Görres-Gesellschaft ab. Weil er aus Sicht des Nationalsozialismus politisch damit nicht zuverlässig war, wurde ihm zum Wintersemester 1941/42 die Stellung an der Bonner Universität entzogen und ihm der Professorentitel aberkannt. Er musste auf die vom luxemburgischen Staat ihm seit 1935 zuerkannten Zuwendungen für Studium und pädagogischen Reisen verzichten. In der Folge lebte er im Bürgerhospiz Echternach von einem Salär von 140 Reichsmark im Monat als Hilfsgeistlicher. In der folgenden Zeit befasste er sich mit der reichhaltigen Urkundensammlung des Klosters.
Nachdem der Krieg in Luxemburg zu Ende war, bewarb er sich im Februar 1945 um die Stelle eines Archivdirektors in Luxemburg. Diese Bewerbung scheiterte im April 1945 am Widerstand des Ressortministeriums der Épuration, welches für die Ausschaltung von Kollaborateuren aus dem öffentlichen Dienst federführend war. Ihm wurden seine fortbestehenden freundschaftlichen Kontakte zu deutschen Historikern vorgeworfen. Wampach wurde aber am 27. April 1945 mit der Aufsicht über das Regierungsarchiv Luxemburgs betraut und erhielt die Aufgabe, die dortigen Dokumente zu sichten. 1946 wurde er erneut zum Honorarprofessor der Universität Bonn ernannt, nahm die Lehrverpflichtung aber kaum noch wahr, sondern befasste sich fortan fast ausschließlich mit der Quellenforschung. Es erschienen bis 1955 weitere Bände seiner „Urkunden- und Quellenbücher zur Geschichte der altluxemburgischen Territorien“. Die letzten Bände für die Zeit von 1313 bis 1400 waren zum Zeitpunkt seines Todes zwar druckreif, wurden aber nicht mehr veröffentlicht; die Manuskripte lagern im National-Archiv in Luxemburg.

## Ehrungen
Wampach wurde 1958 zum Ehrendomherrn der Metropolitankirche von Utrecht und zum päpstlichen Geheimkämmerer ernannt. Er wurde durch Großherzogin Charlotte von Luxemburg zum Ritter, Offizier und Komtur im Orden der Eichenlaubkrone des Großherzogtums Luxemburg ernannt. Durch den belgischen König wurde ihm das Offizierskreuz des Kronordens verliehen und zum siebzigsten Geburtstag händigte ihm der Leiter der Kulturabteilung des Auswärtigen Amtes das Große Bundesverdienstkreuz aus. Band 19 der Rheinischen Vierteljahrsblätter wurde ihm 1954 als Festschrift zum 70. Geburtstag gewidmet. 1958 wurde er auch mit dem Ehrensiegel der Stadt Trier ausgezeichnet.